# نودل چینی

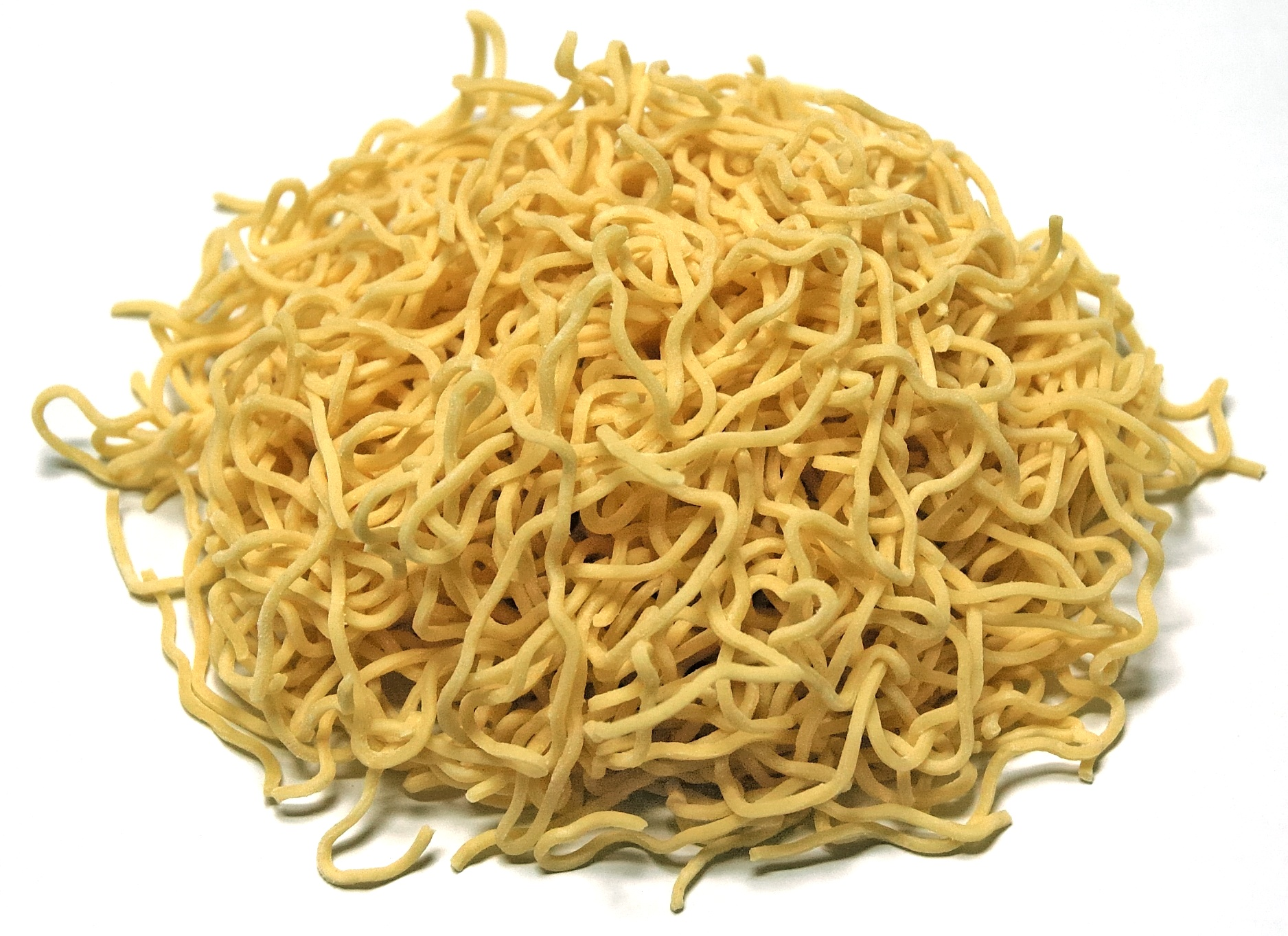
نودل چینی

نودل چینی (به ژاپنی: 中華麺 ちゅうかめん chukamen) یک نوع نودل است که مادهٔ اصلی آن را آرد گندم تشکیل می‌دهد. در ژاپن این نوع نودل در رامن و یاکی‌سوبا بکار می‌رود. به این نوع نودل برای نرم ماندن، محلول آب نمک قلیایی افزوده می‌شود.

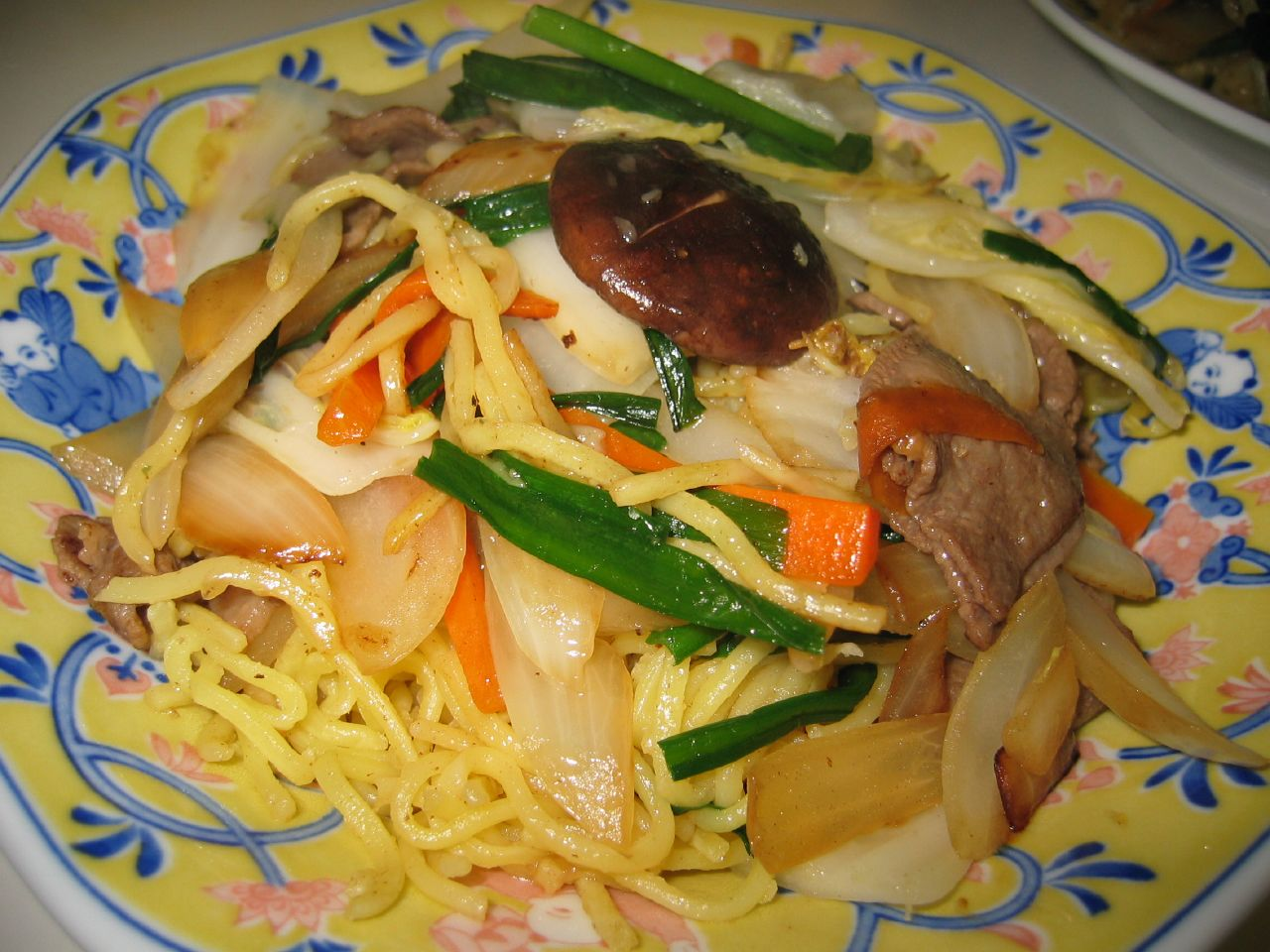
یاکی‌سوبا یکی از انواع غذاهایی است که در آن نودل چینی بکار می‌رود.
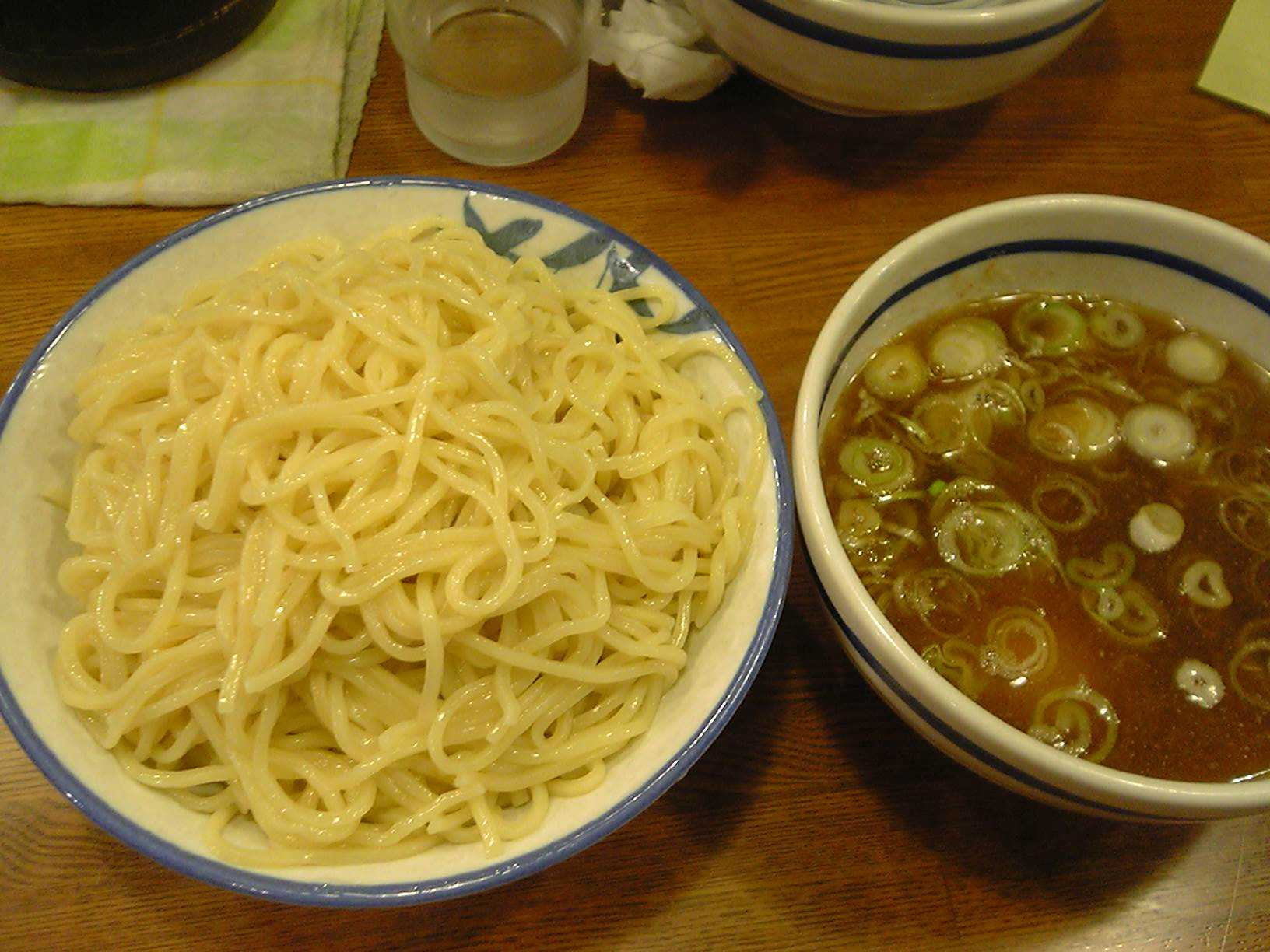
تسوکه‌من  یکی از انواع غذاهایی است که در آن نودل چینی بکار می‌رود.